# Madhuca pubicalyx
Madhuca pubicalyx là một loài thực vật có hoa trong họ Hồng xiêm. Loài này được Ridl. mô tả khoa học đầu tiên năm 1934.